# Marvel: La Grande Alleanza
Marvel: La Grande Alleanza (titolo originale: Marvel: Ultimate Alliance) è un videogioco di tipo action RPG in cui si guida un gruppo di supereroi dei fumetti Marvel per salvare il mondo dalla minaccia del Dottor Destino, che ha organizzato un esercito di supercriminali noto come i Signori del male che cercheranno a tutti i costi di conquistare la terra. Nel corso della missione dovranno addirittura andare nello spazio, dove affronteranno minacce aliene come Galactus, gli Skrull e gli Shi'ar.
Il gruppo controllato dal giocatore è composto da 4 elementi; per poter avanzare occorre una forte adattabilità per far fronte alle diverse situazioni di gameplay che si presentano usando i vari personaggi.
Ogni personaggio ha quattro costumi, tranne Moon Knight, che ne ha tre, e Silver Surfer, che non ne possiede.
Alcuni eroi (come Beta Ray Bill, War Machine e U.S. Agent) per assenza di spazio rimasto, sono stati aggiunti come costumi alternativi di altri eroi loro alleati (per esempio, il terzo costume della Donna Ragno è quello di Arachne alias Julia Carpenter, sua alleata).

## Trama
Allo scopo di assurgere al potere supremo, il malvagio Dottor Destino riunisce un gigantesco numero dei malvagi supercriminali formando un'alleanza mai vista prima.
Essi, chiamati i Signori del male, fanno la loro prima comparsa sull'helicarrier di Nick Fury, dove è custodito uno speciale siero. La nave viene attaccata da un'ingentissima forza di Adepti di Ultron, comandati dal drago Fin Fang Foom, dallo Scorpione ("Scorpion" in inglese), dall'Uomo Radioattivo, dal Soldato d'Inverno e da Bullseye.
L'helicarrier sembra perduto ma Nick Fury, stabilendo una linea di difesa con i suoi soldati, chiama a sé i meta-umani Thor, Uomo Ragno, Wolverine e Capitan America.
I quattro penetrano nei corridoi della nave sconfiggendo Scorpion ed avanzando sino al Centrocomandi, dove Bullseye è in procinto di far partire missili potentissimi. Il killer viene sconfitto ed i missili distrutti mentre, nelle caserme dell'helicarrier, l'ex spia sovietica Vedova Nera, vice di Fury, "perde" un portatile in territorio nemico, facendo sospettare che faccia il doppiogioco.
Gli eroi scoprono che il Soldato d'Inverno è riuscito ad imprigionare le truppe di Fury assieme all'Uomo Radioattivo; la squadra li raggiunge e, dopo un violento inseguimento fra i corridoi, li sconfigge.
A quel punto l'helicarrier viene gravemente danneggiato dall'attacco di Fin Fang Foom, che infine viene abbattuto dagli eroi con l'ausilio di un gigantesco cannone.
Nel frattempo, alla squadra si uniscono altri supereroi di spicco decisi a contrastare i Signori del Male, come Luke Cage, Iron Man, la Donna Ragno, Tempesta ed i Fantastici Quattro.
L'alleanza si stabilisce alla Stark Tower, dove Fury rileva un attacco in massa alla Base Omega difesa soltanto da Bruce Banner e Dum Dum Dugan. A quel punto, gli eroi capiscono che la base è da sempre stata il vero obiettivo di Destino, e che la battaglia sull'helicarrier era soltanto un diversivo.
Dopo aver affrontato Dinamo Cremisi e messo in salvo il dottor Banner e Dugan, i nostri eroi vengono a sapere che i Signori del Male hanno rubato la formula del siero del supersoldato (che ha dato origine a Capitan America) per crearne una ancora più efficace.
Improvvisamente gli eroi vengono attaccati da un elicottero nemico e si rifugiano all'interno dei laboratori della base dove trovano tanti supersoldati ibernati (molto più grandi e più forti di Capitan America). In quel momento appare Mysterio che per ostacolare i supereroi risveglia i supersoldati e fugge.
Dopo averli battuti, gli eroi trovano Mysterio mentre cerca di rubare dei dati su Ultron e lo sconfiggono; incontrano poi un agente dello S.H.I.E.L.D. che riferisce loro della presenza di un cannone dall'altra parte della base che li potrebbe aiutare a distruggere l'elicottero nemico. Una volta raggiunta l'arma gli eroi distruggono l'elicottero per poi trovarsi faccia a faccia con MODOK
Eliminata la minaccia, gli eroi si muovono verso Atlantide, dove devono salvare Namor il Sub-Mariner, prigioniero degli Atlantidei che si sono ribellati a lui.
Una volta liberato Namor, si scopre che il tremendo Attuma ha usato ultrasuoni per confondere gli Atlantidei e farli ribellare a Namor. Dopo aver trovato nel tempio di Negrete le alghe per curare Namor, indebolito dalla prigionia, gli eroi raggiungono la sala del trono ed affrontano Attuma e Squalo Tigre. Dopo averli sconfitti, gli eroi si dirigono per i sotterranei dove trovano il Mandarino che gli scatena contro Kraken.
Dopo averlo sconfitto, gli eroi raggiungono la valle degli spiriti del Mandarino per interrogarlo, ma l'accoglienza non è molto calorosa: vengono infatti attaccati da Grey Gargoyle, Dragon Man e Ultimo. Una volta raggiunto il Mandarino, gli eroi lo affrontano e scoprono che il Mandarino che avevano visto ad Atlantide era in realtà Loki mutato.
Per sviare Destino, gli eroi raggiungono il Sanctum Sanctorum del Dottor Strange come nuovo nascondiglio. Intanto, scoprono che Nightcrawler e Jean Grey sono stati rapiti da Destino: decidono allora di recarsi nel castello di Destino per salvarli e, dopo aver affrontato Jean Grey (alla quale è stato fatto il lavaggio del cervello) scoprono che non sono nel castello, bensì al Mondo Assassino, gestito da Arcade.
Sconfitti i clown e liberato il senatore Kelly, gli eroi riaffrontano Jean Grey, che stavolta torna in sé. Raggiunta la fine del Mondo Assassino gli eroi affrontano Arcade nel suo gigantesco robot: una volta sconfitto, scoprono che Nightcrawler è stato mandato nel regno dell'oscuro signore degli inferi Mefisto da Destino. Corsi all'inferno, gli eroi affrontano i demoni e vengono raggiunti da Jean Grey, unica che può tenersi in contatto con Nightcrawler, ma Jean viene rapita da Mefisto. Poco dopo, gli eroi trovano Ghost Rider svenuto in un cerchio infernale: per salvarlo, qualcuno deve sostituirsi a lui. Salvato Ghost, si crea un varco che porta gli eroi a scontrarsi con Cuore Nero. Sconfitto il demone, gli eroi si trovano davanti ad una terribile decisione: salvare o Nightcrawler o Jean Grey dal vuoto infernale. (Nota: questa parte del gioco non è presente nella versione per Game Boy Advance.)
Un solo eroe viene salvato, l'altro precipita nel vuoto. Una volta raggiunto Mefisto gli eroi si trovano davanti l'X-Man caduto, agli ordini del demone; esso però si ribella e si sacrificherà attaccando Mefisto, dando agli amici la chance di far ritorno a casa. Al termine della missione, gli eroi dovranno raggiungere Asgard, ormai sotto l'assedio del malvagio Loki e dei suoi supersoldati.
Ad Asgard, gli eroi raggiungono il ponte Bifrost dove evitano la distruzione del medesimo per mano della Squadra Distruttrice. Raggiunta l'altra parte di Asgard, gli eroi devono liberare Balder, ma per farlo devono prima salvare Heimdall e Tyr da morte certa; dovranno superare diversi trabocchetti e confrontarsi con Scorpion, Lizard, Rhino e Shocker.
Liberati i due dei, tornano da Balder ma sul posto trovano l'Esecutore e Amora l'Incantatrice.
Gli eroi riescono a prevalere a liberano Balder, che guiderà la carica per salvare Asgard.
Raggiungono poi Niffleheim, dove Odino è stato catturato e la Spada del Crepuscolo distrutta:
gli eroi sconfiggono poi Ultron e il Barone Mordo, e subito dopo anche Yimir, il gigante dei ghiacci. Tornati a Valhalla con l'armatura Distruttore recuperata a Niffleheim, gli eroi, che intendono usarla contro Destino, vengono ingannati da Loki che, dopo aver assunto le sembianze di Fury, prende il controllo della potente armatura.
Riuscendo a sconfiggerlo con uno stratagemma, gli eroi scoprono che il piano del Dottor Destino era di rubare i poteri a Odino, come infatti è riuscito poi a fare: Destino attacca poi gli eroi, uccidendoli apparentemente.
Si ritrovano invece, grazie all'Osservatore (che, eccezionalmente, ha rotto il suo voto di non intervenire) ad Attilan. Uatu l'informa che per sconfiggere Destino hanno bisogno del cristallo di M'Kraan degli Shi'Ar e l'Induttore Muonico di Galactus. Gli eroi partono dunque per il pianeta degli Shi'Ar dove, grazie a Corsair (Corsaro), raggiungono la fine della nave madre, salvando Lilandra e sconfiggendo Deathbird, che aveva preso il potere e causato una ribellione all'imperatrice.
Il gruppo si reca poi su Skrullos, il pianeta madre della razza Skrull, al momento sotto attacco di Galactus. Dopo aver combattuto Titannus, gli eroi si imbattono nella Regina degli Skrull che, inizialmente, sembra voler collaborare con gli eroi, tanto da permettere loro l'aiuto di uno tra Paibok ed il Super Skrull; tuttavia, si scopre che era solo una tattica per mettersi in salvo, e la squadra è costretta ad affrontare i due alieni. Più tardi, il gruppo può finalmente fronteggiare Galactus, riuscendo a cacciarlo dal pianeta, grazie all'aiuto di Silver Surfer, e sottraendogli l'Induttore Muonico.
Gli eroi tornano sulla Terra, dove scoprono che Destino ha modificato ogni cosa a sua immagine e somiglianza. Raggiunta Stark Tower (ora DoomStark) gli eroi vengono attaccati dai Doombot/Iron Man di Destino. Capendo la gravità di tutto, gli eroi raggiungono Castel Destino, dove trovano alcuni eroi (come ad esempio Colosso o Ciclope) mutati nella mente e nel corpo, tutti ciecamente devoti a Destino.
Sconfitti gli eroi oscuri, la squadra riesce a recuperare il Nullificatore Assoluto, arma dal grande potere rubata e danneggiata da Destino per evitare che venga usata per sconfiggerlo, e a liberare Odino, prigioniero nel laboratorio del tiranno.
Infine gli eroi raggiungono la sala del trono, dove ad attenderli trovano Destino in persona, che per l'occasione ha creato dal nulla delle versioni distorte dei Fantastici Quattro, impiegate come fedeli guardie del corpo. Dopo aver sconfitto la versione oscura del Quartetto, si scagliano su Destino e, grazie all'Induttore e al cristallo di M'Krann, riescono a privarlo dei suoi poteri ed a sconfiggerlo.
Finito tutto, il Dottor Destino viene mandato ad Asgard per essere punito da Odino per ciò che gli ha fatto, e Nick Fury è costretto a smantellare la squadra, con disappunto degli eroi; tuttavia si dichiarano pronti a tornare in azione, qualora si verificasse nuovamente una minaccia di queste proporzioni; tutto questo mentre Galactus giura vendetta contro i terrestri.

## Modalità di gioco
Il giocatore, scegliendo quattro personaggi specifici, può creare diversi tipi di team che danno alla squadra diversi potenziamenti. Alcune tratte dai fumetti, altre sono date dall'affinità tra i membri che compongono il quartetto, ad esempio (per PS2) Agenti S.H.I.E.L.D.: Captain America, Wolverine, Nick Fury, Donna Ragno.
Nel caso sia presente un particolare eroe nella formazione, questi può avviare un dialogo speciale con un certo personaggio, sia esso un NPC, un boss o un mini-boss; può essere una conversazione completa, o un semplice saluto; molte dipendono dal passato dei personaggi o dai loro poteri.
Nel corso della storia il giocatore incontrerà altri personaggi Marvel che non potranno essere utilizzati, ma che daranno informazioni utili per proseguire il gioco o per conoscere meglio i personaggi del gioco.
Si possono raccogliere molti oggetti; potenziamenti fisici, oggetti che aumentano una certa caratteristica degli eroi (alcuni vengono "persi" dai boss alla loro sconfitta, altri sono nascosti nelle scatole e sono legati a un eroe in particolare), wallpaper, bozzetti, schede, immagini, e i dischi di simulazione.
Durante il gioco, ci sono alcune missioni secondarie: se completate, avranno effetto sul futuro dell'universo Marvel dopo la trama del videogioco. Ad esempio se si decide di salvare il computer della base Omega attaccato dai Supersoldati, la razza mutante sarà salva dal virus Legacy. Se non lo fate, la razza mutante è condannata.

### Lista delle basi
- Stark Tower (Tony Stark/Iron Man)
- Sanctum Sanctorum (Dottor Strange)
- Asgard (Thor)
- Attilan (Inumani)
- Palazzo Doomstark

### Versione per Game Boy Advance
- Il gameplay passa da RPG a picchiaduro a scorrimento
- la squadra può essere di soli tre personaggi, intercambiabili in qualsiasi momento premendo un tasto
- Un quarto personaggio può essere usato come aiutante
- Mancano alcuni boss
- Manca la parte della storia dove bisogna scegliere se salvare Jean Grey o Nightcrawler
- Mancano i dischi di simulazione

## Personaggi giocabili
Ecco i personaggi giocabili. Gli eroi tra parentesi indicano che è sbloccato come costume di un personaggio.
Ogni personaggio ha inoltre un disco di simulazione in cui, dopo aver spiegato in breve le proprie origini, vive un'avventura solitaria dove infine affronta un villain finale, spesso collegato alle sue vicende (esempio: Cap affronta Soldato d'Inverno, l'Uomo Ragno lo Scorpione, Dott. Strange il Barone Mordo, Iron Man affronta Ultimo ecc.). I dischi di simulazione si raccolgono nel corso dell'avventura. Terminati i 19 dischi in solitario, ci sono altri dischi che consentono di utilizzare tutta la squadra. Entrambe le tipologie di simulazione aggiungono esperienza ai personaggi.
- Uomo Ragno (classico), (Ragno Rosso), (simbionte), (armatura Stark)
- Iron Man (Ultimate Iron Man), (War Machine), (classico), (Nuovi Vendicatori)
- Wolverine (Ultimate Wolverine), (moderno), (originale), (Astonishing X-Men)
- Ms. Marvel (Warbird), (Binary), (classico), (Sharon Ventura)
- Capitan America (Ultimate), (classico), (Seconda Guerra Mondiale), (U.S. Agent)
- Donna Ragno (Jessica Drew), (Julia Carpenter), (agente SHIELD), (Spider-Girl)
- Thor (Ultimate Thor), (classico), (Armatura di Asgard), (Beta Ray Bill)
- Mr. Fantastic (Ultimate), (classico), (originale), (Nuova Marvel)
- Donna invisibile (Ultimate), (originale), (classico), (Nuova Marvel)
- La Cosa (Ultimate), (moderno), (originale), (classico)
- Torcia Umana (Ultimate), (moderno), (originale), (classico)
- Tempesta (Ultimate), (retro), (originale), (Astonishing X-Men)
- Deadpool (Ultimate), (Weapon X), (assassino), (classico)
- Uomo Ghiaccio (classico), (Bobby Drake), (acuminato), (originale)
- Elektra (Ultimate), (stealth), (strada), (classico)
- Luke Cage (Nuovi Vendicatori), (Street), (Moderno), (Eroi in vendita)

### Sbloccabili
- Silver Surfer (danni energetici), (vitalità), (Silver Age), (danno pesante)
- Pantera Nera (Cerimoniale), (Armatura Santa), (moderno), (originale)
- Blade (Diurno), (originale), (Ultimate), (Night Stalker)
- Ghost Rider (classico), (originale), (Phantom Rider), (Vendetta)
- Daredevil (giallo), (corazzato), (classico), (Marvel Knights)
- Nick Fury (classico), (stealth), (Ultimate), (Ultimate generale Fury)
- Dottor Strange (Ultimate), (Mago Blu), (1602), (classico)
- Vedova Nera (classico), (Yelena Belova), (Natasha Romanova), (originale); la Vedova Nera è presente solo nella versione X-Box 360.
- Occhio di Falco (Classico), (Ultimate), (strada), (moderno); Occhio di Falco è presente solo nelle versioni X-Box 360 e PSP.

I personaggi si sbloccano completando certi obiettivi:
- Silver Surfer: completare tutti i dischi di simulazione;
- Pantera Nera: trovare tutte e 5 le action figure di Pantera Nera trovabili nel corso del gioco dal Regno di Mefisto fino al Castello di Destino;
- Blade: vincere il pupazzo nella pesca magica del Mondo Assassino;
- Ghost Rider: sacrificare un personaggio della squadra di fronte al sacrilegio che lo tiene prigioniero; il personaggio sarà di nuovo utilizzabile una volta sconfitto Mefisto.
- Daredevil: trovare tutte e 5 le action figure di Daredevil da Atlantide fino al terzo atto;
- Nick Fury: finire il gioco una volta;
- Dottor Strange: aiutarlo a trovare il suo amuleto nella Valle degli Spiriti (primo atto); Strange sarà disponibile dal secondo atto.

i costumi alternativi si sbloccano completando i dischi di simulazione dei personaggi ottenendo la medaglia d'oro; essendo 3 i costumi nascosti, bisogna ottenere la medaglia d'oro 3 volte.

### Solo PSP
- Vedova Nera (Yelena Belova), (Classico), (Originale), (Ultimate Vedova Nera)
- Capitan Marvel (Mar-Vell), (Classico), (Genis-Vell), (Genis)
- Occhio di Falco (Classico), (Moderno), (Ultimate Occhio di Falco), (Street Gear)
- Ronin (Classico), (Moderno), (Echo), (Ultimate Echo)

### PS3, Xbox 360, Wii
I personaggi con un trattino sono scaricabili da Xbox Live e presenti nella versione Gold del gioco disponibile, solo negli USA e Canada, per Xbox 360:
- Colosso (Ultimate Colosso), (retro), (classico), (Astonishing X-Men). Presente anche su PS2 solo tramite trucchi.
- Moon Knight (classico), (Ultimate), (Konshu). Presente anche su PS2 solo tramite trucchi.
- Ciclope - (Astonishing X-Men), (classico), (originale), (Ultimate Ciclope)
- Nightcrawler - (Astonishing X-Men), (originale), (classico), (Ultimate Nightcrawler)
- Magneto - (Xorn), (classico), (Ultimate Magneto), (anni 80)
- Hulk - (Classico), (Ultimate Hulk), (Planet Hulk), (Hulk Grigio)
- Dottor Destino II - (Kristoff Vernard), (classico), (Guerre Segrete, Ultimate Fantastic Four))
- Venom - (Angelo Fortunato), (classico), (Thunderbolts), (Ultimate Venom)
- Sabretooth- (Classico), (Astonishing X-Men), (Ultimate Sabretooth)
- Occhio di Falco- classico, (moderno), (Ultimate Occhio di Falco), (strada)

### Game Boy Advance
(aiutanti, non giocabili)
- Jean Grey
- Namor
- Visione